# 다카기 다케오

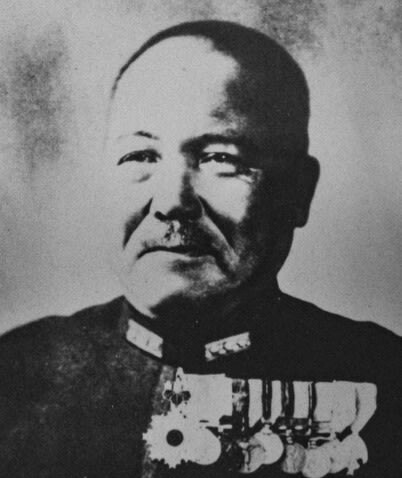
다카기 다케오

다카기 다케오(일본어: 高木武雄, 1892년 1월 25일 ~ 1944년 7월 1일)는 일본 제국 해군의 군인으로 후쿠이현 출신이다. 해군병학교를 졸업하였다.
다카기는 어릴 적부터 머리가 비상해 최연소로 소위에 임관되었고, 태평양 전쟁 발발 당시에는 제5전대 사령관으로 산호해 해전에 참가하였다. 그 후에는 사이판에 갇힌 나구모 주이치(南雲忠一) 중장에게 대본영의 철수 명령을 알리려 가다 미군에 의해 사이판에서 전사했다. 사후에 대장으로 추서되었다.